# 瓦伦蒂诺城堡

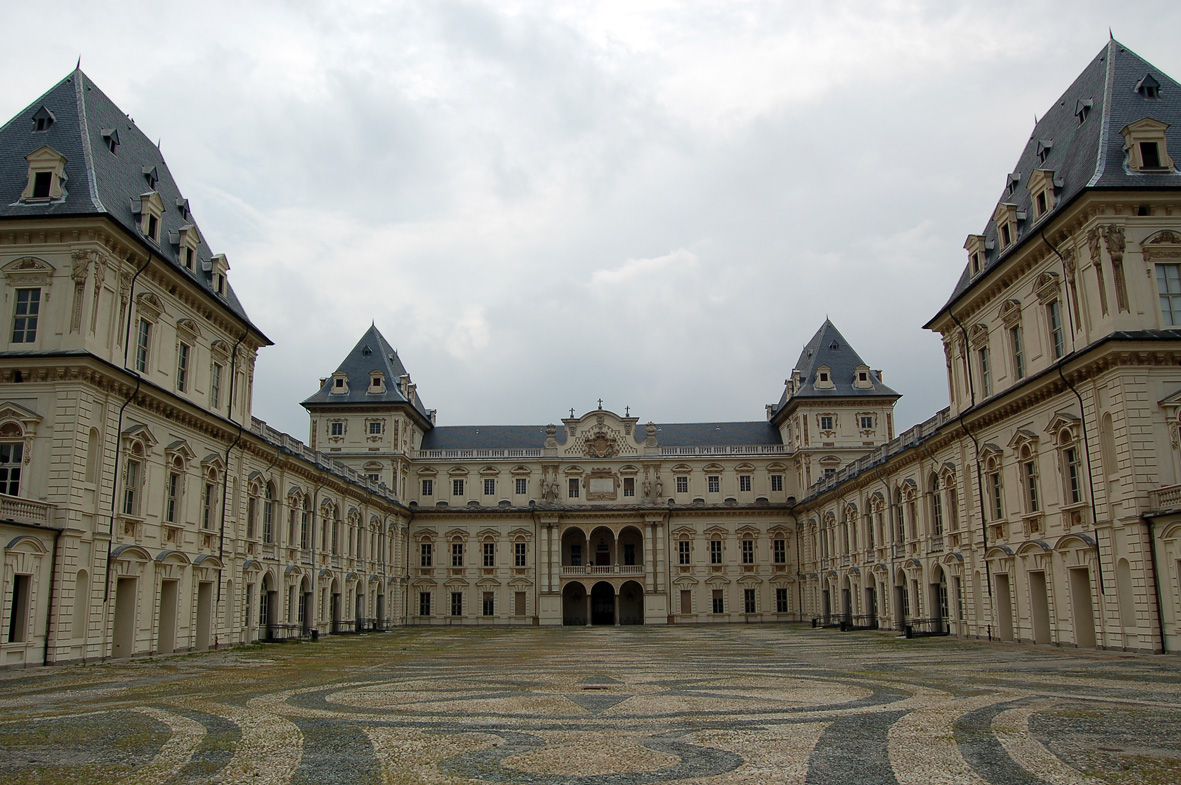
瓦伦蒂诺城堡

瓦伦蒂诺城堡（Castello del Valentino）是意大利西北部城市都灵的一座历史建筑。它位于瓦伦蒂诺公园（Parco del Valentino），是都灵理工大学建筑系的所在地。1997年作为萨伏依王室居所的一部分列入世界遗产名录。

## 历史
萨伏伊公爵伊曼纽尔菲利贝尔听从安德烈亚·帕拉弟奥的建议，收购这座古代城堡。瓦伦蒂诺这个名字始于1275年，似乎源于附近一个教堂供奉的圣瓦伦丁的遗物。
目前的建筑是为萨伏伊公爵维托里奥Amadeus一世的妻子，法国的克里斯汀玛丽公主建造，她从1630年住在这里。它呈马蹄形，在4个角各有一个塔，宽阔的内院铺砌大理石路面。天花板显然属于“跨阿尔卑斯”（即法国）风格。工程一直持续到1660年。
它是一种。 
在19世纪初进行了小幅修改，在这个时期，许多17世纪的家具被法国军队抢走。在接下来的半世纪，宫殿或多或少处于荒废失修状态。在1860年时进行了装修，作为都灵工程系所在地，在近年又得到了进一步的修复。 
今天，它是都灵理工大学建筑系的中心建筑。
历史悠久的都灵大学植物园，位于城堡的庭院。 
自2006年以来，瓦伦蒂诺城堡一直是空袭汉尼拔的终点。 
45°03′15.6″N 7°41′07.9″E / 45.054333°N 7.685528°E